# Olympia (Washington)
Olympia az Amerikai Egyesült Államok Washington államának fővárosa, amely Thurston megyében helyezkedik el. A 2010. évi népszámlálási adatok alapján 46 478 lakosa van.

## Története
A térségben egykor a lushootseed nyelvet beszélő steh-cass (más írásmódban stehcass) indiánok éltek, azonban a nisqually, puyallup, chehalis, suquamish és duwamish törzsek is rendszeresen jártak erre. Peter Puget és felfedezői 1792-ben érkeztek ide, azonban nem tudni, hogy találkoztak-e őslakosokkal. A település mai nevét Isaac N. Ebey javaslatára 1850-ben vette fel az Olympic-hegységre nyíló kilátás miatt. 1851-ben vámkörzetet létesítettek itt.
1854. december 24. és 26. között Isaac I. Stevens kormányzó és az itt élő indián törzsek megkötötték a Medicine-pataki egyezményt, amely egyfelől garantálta az őslakosok halászati és vadászati jogát, másfelől azonban rezervátumokba kényszerítette őket. Mivel a nisqually indiánok utóbbi feltételt nem fogadták el, kitört a Puget Sound-i háború, amely Leschi törzsfőnök felakasztásával végződött.
Az Olympia sört 2003-ig gyártó Olympia Brewing Company 1896-ban nyílt meg.
Az 1949-es, 1965-ös és 2001-es földrengések során a város több pontja is jelentősen károsodott.

### Artézi kutak
Swantown és Tumwater első telepesei vízszükségletüket artézi kutakkal fedezték. A Fourth Avenue és Main Street (ma Capitol Way) sarkán álló artézi kút az indiánok kedvenc találkozóhelye volt. Az Artesian Commons par mellett található kút ma is használható, azonban a parkot a személyzetet ért fenyegetések miatt bezárták. Bigelow kerületben egy másik kút körül szintén parkot létesítettek. A helyi sörfőzde is artézi kutakból nyert vizet használt.
1991-ben Jim Ingersoll pszichológus kérvényezte, hogy a város a negyedik sugárútnál fekvő kutat övező területet vásárolja meg és azon létesítsen parkot. Ingersollt később megkereste Dick Batdorf, a kávépörköléssel foglalkozó Batdorf & Bronson társalapítója, aki elmondta neki, hogy a pörkölés folyamatához az artézi forrásokból kinyert vizet preferálják. Ingersoll az 1950-es és 1960-as években az artézi kutakkal foglalkozó Herb Leggel és John Robinsonnal is találkozott; utóbbiak a The Olympianben 1992. február 24-én megjelentetett felhívásukban a közösség támogatását kérték. A helyi könyvtárban tartott találkozón több mint ötven ember fejenként ötven dollárt adományozott, majd a következő nap egy 3000 dolláros adományt kaptak.
A kutak fenntartására létrejött „Artéziak Barátai” szervezet 2008 őszén bejelentette, hogy 2009 februárjától nem ellenőrzik a vízminőséget; a feladatot az H2Olympia nonprofit szervezet vette át.
2011-ben a város az egyik parkolóban található forrás fejlesztésére ötvenezer dollárt különített el; a projekt keretében lehetővé tették vizespalackok megtöltését is.

## Éghajlat
A város éghajlata mediterrán (a Köppen-skála szerint Csb).
| Hónap                         | Jan.  | Feb.  | Már.  | Ápr. | Máj. | Jún. | Júl. | Aug. | Szep. | Okt.  | Nov.  | Dec.  | Év    |
| ----------------------------- | ----- | ----- | ----- | ---- | ---- | ---- | ---- | ---- | ----- | ----- | ----- | ----- | ----- |
| Rekord max. hőmérséklet (°C)  | 17,8  | 22,8  | 26,1  | 31,1 | 35,6 | 37,8 | 40,0 | 40,0 | 36,7  | 32,2  | 22,8  | 17,8  | 40,0  |
| Átlagos max. hőmérséklet (°C) | 7,8   | 9,4   | 12,2  | 15,0 | 18,3 | 21,7 | 25,0 | 25,6 | 22,2  | 15,6  | 10,0  | 6,7   | 15,8  |
| Átlagos min. hőmérséklet (°C) | 1,1   | 0,6   | 1,7   | 3,3  | 6,1  | 8,9  | 10,6 | 10,6 | 7,8   | 5,0   | 2,2   | 0,6   | 4,9   |
| Rekord min. hőmérséklet (°C)  | −22,2 | −18,3 | −12,8 | −5,0 | −3,9 | −1,1 | 1,7  | 0,6  | −3,9  | −10,0 | −18,3 | −21,7 | −22,2 |
| Átl. csapadékmennyiség (mm)   | 199   | 138   | 134   | 90   | 59   | 45   | 16   | 24   | 43    | 116   | 219   | 189   | 1272  |
| Forrás: The Weather Channel   |       |       |       |      |      |      |      |      |       |       |       |       |       |

## Népesség
A 2010-es népszámláláskor a városnak 46 478 lakója, 20 761 háztartása és 10 672 családja volt. A népsűrűség 984,9 fő/km2. A lakóegységek száma 22 086, sűrűségük 468 db/km2. A lakosok 83,7%-a fehér, 2%-a afroamerikai, 1,1%-a indián, 6%-a ázsiai, 0,4%-a a Csendes-óceáni szigetekről származik, 1,8%-a egyéb, 5%-a pedig kettő vagy több etnikumú. A spanyol vagy latino származásúak aránya 6,3% (   )
A háztartások 25,6%-ában élt 18 évnél fiatalabb. 36,2% házas, 11,3% egyedülálló nő, 3,9% egyedülálló férfi, 48,6% pedig nem család. 36,3% egyedül élt; 11,7%-uk 65 éves vagy idősebb. Egy háztartásban átlagosan 2,18 személy élt; a családok átlagmérete 2,83 fő.
A medián életkor 38 év volt. A város lakóinak 19,5%-a 18 évesnél fiatalabb, 11,2% 18 és 24 év közötti, 28,5%-uk 25 és 44 év közötti, 26,7%-uk 45 és 64 év közötti, 13,9%-uk pedig 65 éves vagy idősebb. A lakosok 47,3%-a férfi, 52,7%-a pedig nő.

## Oktatás
A város iskoláinak üzemeltetője a 18 intézményt és egy online oktatási platformot fenntartó Olympiai Tankerület. A 2007–08-as tanévben kezdődő Parent Partnership Program (ma hConnect) a magánoktatást választó családok lehetőségei bővítésének érdekében jött létre.
A város az Evergreen Állami Főiskola székhelye, emellett egy közösségi főiskola is működik itt.

## Közlekedés

### Autóbusz
A térség buszjáratait az Intercity Transit üzemelteti. Az ingyenes Dash járat a Capitol Campus és a városhatáron fekvő termelői piac között, az Olympia Express pedig Lakewood és Tacoma felé közlekedik. A vállalat 2020-ban az American Public Transportation System AdWheel-díjának első helyezettje lett. A járművek biodízel-üzeműek, 20%-uk pedig hibridbusz.

### Vasút
Olympia–Lacey vasútállomásról az Amtrak Coast Starlight járatával Portland, Sacramento, Emeryville, Los Angeles, Tacoma és Seattle felé, míg az Amtrak Cascades járattal Vancouver és Eugene felé lehet eljutni.

### Légi közlekedés
A várostól délre, Tumwater területén fekszik az Olympiai regionális repülőtér; az apák napi hétvégén itt rendezik meg az Olympic AirShow-t.

## Média
A város napilapja a The Olympian. Az állami TVW televíziócsatorna székhelye Olympiában található. A közszolgálati Thurston Community Media tévé 1983 óta működik.

## Rendezvények
A Föld napjához kapcsolódva két évente megrendezett Procession of the Species felvonulás a mindenki számára nyitott közösségi stúdióban ér véget. 2009 júniusában a Reader’s Digest az eseményt „kihagyhatatlanként” jellemezte. Az eseményen a közel háromezer felvonuló mellett harmincezer néző vesz részt. A rendezvény előtti pénteken lámpás felvonulást tartanak.

## Sport
Az 1984-es olimpiai maraton selejtezőjét itt rendezték meg 1984. május 12-én; az aranyérem nyertese Joan Benoit.
Az Oly Rollers a város rollerderby-csapata, amely 2009. november 15-én megnyerte a Declaration of Derby bajnokságot.

## Nevezetes személyek
- Aaron és Nathan Weaver, a Wolves in the Throne Room tagjai[42]
- Calvin Johnson, zenész[43]
- Christopher Hedrick, vállalkozó[44]
- Colin O’Brady, atléta[45]
- Don Rich, zenész[46]
- Geoff Jenkins, kosárlabda-játékos[47]
- Jim Lynch, író[48]
- Kasey Keller, labdarúgó[49]
- Kimya Dawson, zenész[50]
- Kurt Cobain, a Nirvana frontembere[51]
- Nikki McClure, művész[52]
- Peter Kennedy, olimpikon műkorcsolyázó[53]
- Rachel Corrie, emberi jogi aktivista[54]
- Rickie Lee Jones, zenész[55]
- Scott LaValla, rögbijátékos[56]

## Testvértelepülések
- – Kató(wd), Japán
- – Szamarkand, Üzbegisztán
- – Olümpia, Görögország
- – Rafah, Palesztina

## Fordítás
Ez a szócikk részben vagy egészben  az   Olympia, Washington című angol Wikipédia-szócikk fordításán alapul.  Az eredeti cikk szerkesztőit annak laptörténete sorolja fel. Ez a jelzés csupán a megfogalmazás eredetét és a szerzői jogokat jelzi, nem szolgál a cikkben szereplő információk forrásmegjelöléseként.